# Косовская голосистая (породы кур)

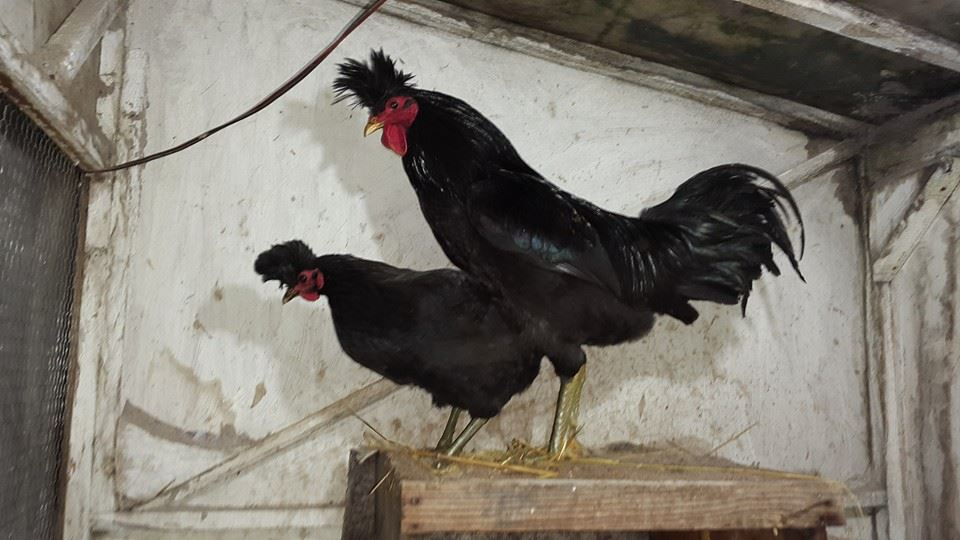
Петух и курица

Косовская голосистая (алб. Pula e Drenicës, серб. Косовски певач) — порода кур из Косова. Относится к группе голосистых кур. Известна долгим и длинным кукареканьем (рекорд превышает 60 секунд).

## История
Порода возникла в Косово и прилегающих районах. Из Косово эта порода распространилась по другим странам Балканского полуострова. До 2011 года считалась редкой, однако в настоящее время широко распространена по всей Европе. Благодаря долгому, длинному кукареканью косовская голосистая порода стала популярной среди птицеводов.

## Описание
Петухи и куры обычно чёрного цвета, хотя встречаются разновидности с голубоватым или красновато-коричневатым оттенком, а также белые или пёстрые птицы. Ноги с зеленоватым оттенком, клюв жёлтый, глаза чёрные или красные. Гребень шлемовидного типа. Петухи весят 2—3 кг, куры 1,5—2.
Сербская разновидность отличается экстерьером, хвост у неё средней ширины, ноги тёмные.